# Zoë Livay
Zoë Livay (Rotterdam, 19 mei 2000) is een Nederlandse zangeres en actrice. Ze heeft twee ep's uitgebracht; Openhartig in 2022 en Vrouw van de wereld in 2024.

## Biografie
Livay kwam van jongs af aan veel in aanraking met Nederlandstalige muziek. Zo draaide haar moeder veel muziek van André Hazes en zong ze zelf in de kerk en in een popkoor. In 2019 deed ze op achttienjarige leeftijd mee aan televisieprogramma The voice of Holland. Ze bereikte hier de ronde voor de liveshows, waar ze van Ali B een keuze voorgeschoteld kreeg; een kans op deelname voor de liveshows of een contract bij zijn label TRIFECTA. Ze koos voor laatstgenoemde, maar de samenwerking kwam uiteindelijk niet van de grond omdat Ali B een commerciëlere visie had dan Livay.  Aan het eind van 2019 had Livay een acteerrol in de serie #Fitgirls van PowNed.
Na enkele singles onder ROQ 'N Rolla Music van Jebroer, tekende ze in 2021 een contract bij Warner Music. Eerste single bij dit label was Wijn en rozen. Deze volgde ze in 2021 op met de andere singles Hoe het komt, Moeilijk te vergeten, Vloek en Loslaten.
In maart 2022 kondigde ze via TikTok aan dat ze een samenwerking was aangegaan met de NS en een lied van haar zou worden gespeeld in een reclame. De artiest acteerde zelf in de video en het lied dat te horen was, was de nieuwe single Vallen en opstaan. In mei van dat jaar bracht ze haar debuut-ep Openhartig uit. Op deze ep gaat de zangeres in op (het herstellen van) een relatiebreuk en hoe je meer van jezelf kan houden. 
De zangeres bracht in 2023 enkele singles uit, waaronder De nacht en Vrouw van de wereld. In juni stond ze op urbanfestival Rolling Loud. Daarnaast kwam ze aan het eind van 2023 met haar eerste theaterstuk OSSO. Begin 2024 stond de zangeres op Noorderslag en was een van de acts van de De 3FM 10 van 2024. Dit zijn de tien artiesten waarvan NPO 3FM verwacht dat ze in 2024 "het verschil gaan maken". In maart van dat jaar bracht ze haar tweede ep Vrouw van de wereld uit, welke ze presenteerde bij een optreden in het Rotterdamse Rotown. Andere optredens dat jaar waren er op de festivals Paaspop, Bevrijdingspop, Concert at Sea, Metropolis Festival en Appelpop. Ook stond ze in het voorprogramma bij optredens van Krezip, Miss Montreal, Ruben Annink en Racoon.
In 2025 bracht Livay samen met Snelle het nummer Ik zing uit. Dit nummer werd bij radiozender Qmusic uitgeroepen tot Alarmschijf, bij NPO Radio 2 tot TopSong en bij Radio 538 tot 538 Favourite. Het lied had noteringen in zowel de Nederlandse Top 40 als de Single Top 100.

## Discografie

### Albums en ep's
- Openhartig (ep, 2022)
- Vrouw van de wereld (ep, 2024)

### Singles met hitnoteringen
| Lied                 | Verschijnen   | Album | Hitlijsten  | Hitlijsten  | Hitlijsten   | Hitlijsten   | Opmerkingen                                     |
| Lied                 | Verschijnen   | Album | NL (Top 40) | NL (Top 40) | NL (Top 100) | NL (Top 100) | Opmerkingen                                     |
| Lied                 | Verschijnen   | Album | Piek        | Weken       | Piek         | Weken        | Opmerkingen                                     |
| -------------------- | ------------- | ----- | ----------- | ----------- | ------------ | ------------ | ----------------------------------------------- |
| Ik zing (met Snelle) | 20 maart 2025 | —     | 4           | 11*         | 9            | 5*           | Alarmschijf, NPO Radio 2 TopSong, 538 Favourite |